# رافاييل سيلفا (فنان قتال مختلط)
رافاييل سيلفا (بالبرتغالية: Rafael Silva) هو فنان قتال مختلط برازيلي، ولد في 20 مارس 1985 في لاخيس في البرازيل.

## وصلات خارجية
- رافاييل سيلفا على موقع بيلاتور (الإنجليزية)
- رافاييل سيلفا على موقع شيردوغ (الإنجليزية)
- رافاييل سيلفا على موقع IMDb (الإنجليزية)